# Manuela Machado
Maria Manuela Castro Machado, portugalska atletinja, * 9. avgust 1963, Viana do Castelo, Portugalska.
Nastopila je na poletnih olimpijskih igrah v letih 1992, 1996 in 2000, dvakrat je dosegla sedmo mesto v maratonu. Na svetovnih prvenstvih je v isti disciplini osvojila naslov prvakinje leta 1995 in dve srebrni medalji, na evropskih prvenstvih pa dva zaporedna naslova prvakinje v letih 1994 in 1998. Leta 1993 je osvojila Lizbonski maraton.